# 액시즈 샐리
액시즈 샐리(Axis Sally)는 제2차 세계 대전 때 유럽 추축국 편에서 영어 선전 방송을 하던 다음의 여성들을 일컫는 표현이다.
- 밀드레트 길라르스: 나치 독일 측 선동가로 미국사에서 처음으로 반역죄로 기소된 여성이다. 1949년 3월 8일 체포된 후 징역형을 선고받았다.
- 리타 주카: 이태리 측 선동가

대개 스윙 음악과 선전 메시지를 방송했다. 미군 병사들은 길라르스의 음악 방송을 듣기는 했으나 선동 방송에 대해서는 웃어 넘겼다.